# Timana conspersa
Timana conspersa là một loài bướm đêm trong họ Geometridae.